# Sant Joan de Labritja
Sant Joan de Labritja, en catalan et officiellement (San Juan Bautista en castillan), est une commune d'Espagne située au nord de l'île d'Ibiza dans la communauté autonome des Îles Baléares.

## Géographie

Localisation de l'île d'Ibiza dans les Îles Baléares.
Localisation de Sant Joan de Labritja dans l'île d'Ibiza.